# Aix-Villemaur-Pâlis
Aix-Villemaur-Pâlis ist eine französische Gemeinde mit 3.336 Einwohnern (Stand: 1. Januar 2022) im Département Aube in der Region Grand Est. Sie gehört zum Kanton Aix-Villemaur-Pâlis und zum Arrondissement Troyes. 
Sie entstand als Commune nouvelle mit Wirkung vom 1. Januar 2016 durch die Zusammenlegung der früheren Gemeinden Aix-en-Othe, Palis und Villemaur-sur-Vanne, die seither in der neuen Gemeinde über den Status einer Commune déléguée verfügen.

## Gliederung
| Ortsteil                      | ehemaliger INSEE-Code | Fläche (km²) | Einwohnerzahl zum 1. Januar 2022 |
| ----------------------------- | --------------------- | ------------ | -------------------------------- |
| Aix-en-Othe (Verwaltungssitz) | 10003                 | 34,76        | 2.202                            |
| Palis                         | 10277                 | 20,89        | 685                              |
| Villemaur-sur-Vanne           | 10415                 | 19,65        | 449                              |

## Lage
Nachbargemeinden sind
- Villadin und Faux-Villecerf im Norden,
- Mesnil-Saint-Loup, Estissac und Neuville-sur-Vanne im Osten,
- Saint-Mards-en-Othe, Bœurs-en-Othe und Bérulle im Süden,
- Paisy-Cosdon, Saint-Benoist-sur-Vanne, Planty, Pouy-sur-Vannes und Marcilly-le-Hayer im Westen.